# Флямм, Давид
Давид Флямм (пол. Dawid Flamm; 1793, Калиш — 12 ноября 1876, Гамбург) — польский гинеколог.
Флямм, имевший еврейские корни, изучал медицину в Берлине и Вроцлаве, стал доктором медицины. Работал врачом в Калише (1818—1833) и Варшаве (1833—1862). Был первым врачом в Царстве Польском, который принял роды применив кесарево сечение.
В 1845 принял лютеранскою веру. В 1862 выехал в Гамбург, где также работал врачом. Там же умер. Похоронен на лютеранском кладбище Варшавы.